# 高梨舞
高梨舞，日本女性動畫製作人。放送藝術學院電視節目技術科畢業。

## 主要參加作品

### 電視動畫
2013年
- 境界的彼方

2014年
- 中二病也想談戀愛！戀
- 甘城輝煌樂園救世主（助理製作人／網路管理人）[1]

2015年
- 青春×機關鎗（助理製作人／宣傳）[2]

2016年
- 粗點心戰爭
- 少年女僕
- 在下坂本，有何貴幹？
- 我太受歡迎了，該怎麼辦？

2017年
- 青春歌舞伎
- DYNAMIC CHORD（日语：DYNAMIC CHORD）（企劃製作人）[3]

### 電影動畫
2013年
- 小鳥遊六花·改 ～劇場版 中二病也想談戀愛！～[[[Wikipedia:格式手册/链接#章節|錨點失效]]]

2014年
- 玉子愛情故事

2015年
- 劇場版 境界的彼方 -I'LL BE HERE- 過去篇
- 劇場版 境界的彼方 -I'LL BE HERE- 未來篇